# Nigdy nie będę twoja
Nigdy nie będę twoja – amerykańska komedia romantyczna z 2007 roku.

## Główne role
- Michelle Pfeiffer – Rosie
- Paul Rudd – Adam
- Saoirse Ronan – Izzie
- Brittany Benson – Jane, dziewczyna z gitarą
- Jon Lovitz – Nathan
- Sarah Alexander – Jeannie
- Tracey Ullman – Matka Natura
- Stacey Dash – Brianna